# Keith Allen (hockey sur glace)
Pour les articles homonymes, voir Keith Allen et Allen.
Temple de la renommée : 1992
Courtney Keith Allen (né le 21 août 1923 à Saskatoon, dans la province de la Saskatchewan, au Canada — mort le 4 février 2014 à Newtown Square dans l'État de Pennsylvanie aux États-Unis) est un joueur professionnel canadien de hockey sur glace qui évoluait au poste de défenseur. Il est ensuite devenu entraîneur et dirigeant.

## Biographie

### Hockey sur glace
Allen joue au hockey en junior pour les Quakers de Saskatoon en 1940-1941 puis rejoint les Eagles de Washington dans l'Eastern Amateur Hockey League pour la saison 1941-1942, et les Bisons de Buffalo de l'American Hockey League en 1942-1943. Pendant la Seconde Guerre mondiale, il fait partie de l'équipe de hockey de la marine de Saskatoon, puis joue la saison 1945-1946 dans la Western Canada Senior Hockey League avec les Elks de Saskatoon.
En 1946, Allen signe avec les Indians de Springfield avec lesquels il joue les cinq saisons suivantes dans la LAH. Les Indians déménagent à Syracuse en 1951, devenant les Warriors, et il fait constamment partie de l'alignement pendant les deux saisons et demie suivantes. En février 1954, le propriétaire des Warriors, Eddie Shore, tente d'affecter Allen et plusieurs autres joueurs aux Indiens de Springfield de la Ligue de hockey du Québec, mais ces derniers refusent et Allen suspendu. Il est vendu aux Red Wings de Détroit deux semaines plus tard. Il joue dix matchs avec Détroit lors de la saison 1953-1954 et participe à cinq matchs des séries éliminatoires, remportant ainsi la Coupe Stanley. Allen joue encore 18 matchs pour les Red Wings en 1954-1955, ses derniers dans la LNH.
Il passe la majeure partie de la saison 1954-1955 dans la Western Hockey League avec les Flyers d'Edmonton, club-école de Détroit, qui compte dans ses rangs les futurs membres du Temple de la renommée du hockey Johnny Bucyk, Norm Ullman, Glenn Hall, Al Arbour et l'entraîneur Bud Poile. Il joue ensuite une saison avec les Regals de Brandon avant d'être engagé par les Americans de Seattle comme entraîneur-joueur en 1956. Il prend sa retraite de joueur en 1957 pour devenir entraîneur à plein temps de l'équipe.
De 1956 à 1965, Allen est entraîneur-chef dans la Western Hockey League avec les Americans de Seattle, renommés Totems en 1958, et comptabilise en huit ans une seule saison négative avec plus de défaites que de victoires. Avec l'expansion de la LNH en 1967, Allen est engagé comme premier entraîneur-chef de l'histoire des Flyers de Philadelphie, avec son ancien entraîneur et coéquipier Bud Poile comme directeur-général. Lors de leur saison inaugurale, les Flyers terminent premiers de leur division avec le meilleur bilan des six nouvelles franchises. Ils descendent à la troisième place de leur division lors de la saison 1968-1969 et Allen quitte alors son poste d'entraîneur et devient directeur général des Flyers tout en exerçant les mêmes fonctions avec les As de Québec en même temps. Il participe alors à la création des Broad Street Bullies qui mènent les Flyers à la Coupe Stanley en 1974 et 1975. Il contribue également à la création des Mariners du Maine de la LAH, l'une des franchises les plus prospères des années 1970 dans cette ligue. Il reste en poste jusqu'en 1983 où il est remplacé par Robert McCammon. De 1980 à sa mort, il occupe également le poste de vice-président exécutif des Flyers.
Il est intronisé au Temple de la renommée du hockey à titre de bâtisseur en 1992.

### Vie personnelle
Keith Allen est marié à Joyce Webster pendant 65 ans. Ils ont une fille, Traci, et deux fils, Brad et Blake. Après avoir quitté Seattle dans les années 1960, lui et sa femme Joyce s'installent à Bryn Mawr, en Pennsylvanie.
Il développe une forme de démence dans ses dernières années et vit dans une communauté de vie assistée, avec sa femme Joyce, à Newtown Square, en Pennsylvanie. Il meurt le 4 février 2014 à 90 ans.

## Statistiques

### Joueur
| Saison     | Équipe                   | Ligue      |    | Saison régulière | Saison régulière | Saison régulière | Saison régulière | Saison régulière |   | Séries éliminatoires | Séries éliminatoires | Séries éliminatoires | Séries éliminatoires | Séries éliminatoires |
| Saison     | Équipe                   | Ligue      | PJ | B                | A                | Pts              | Pun              | PJ               | B | A                    | Pts                  | Pun                  |                      |                      |
| 1940-1941  | Quakers de Saskatoon Jr. | SJHL       | 9  | 4                | 0                | 4                | 2                |                  |   |                      |                      |                      |                      |                      |
| 1941-1942  | Eagles de Washington     | EAHL       |    |                  |                  |                  |                  |                  |   |                      |                      |                      |                      |                      |
| 1942-1943  | Bisons de Buffalo        | LAH        | 55 | 1                | 14               | 15               | 29               | 7                | 1 | 0                    | 1                    | 0                    |                      |                      |
| 1945-1946  | Elks de Saskatoon        | WCSHL      | -- | 5                | 4                | 9                | 42               |                  |   |                      |                      |                      |                      |                      |
| 1946-1947  | Indians de Springfield   | LAH        | 61 | 2                | 8                | 10               | 23               | 2                | 0 | 0                    | 0                    | 0                    |                      |                      |
| 1947-1948  | Indians de Springfield   | LAH        | 51 | 2                | 12               | 14               | 12               | -                | - | -                    | -                    | -                    |                      |                      |
| 1948-1949  | Indians de Springfield   | LAH        | 68 | 3                | 28               | 31               | 28               | 3                | 1 | 0                    | 1                    | 4                    |                      |                      |
| 1949-1950  | Indians de Springfield   | LAH        | 69 | 3                | 17               | 20               | 30               | 2                | 0 | 2                    | 2                    | 0                    |                      |                      |
| 1950-1951  | Indians de Springfield   | LAH        | 70 | 8                | 34               | 42               | 18               | 3                | 0 | 0                    | 0                    | 0                    |                      |                      |
| 1951-1952  | Warriors de Syracuse     | LAH        | 67 | 4                | 17               | 21               | 24               | -                | - | -                    | -                    | -                    |                      |                      |
| 1952-1953  | Warriors de Syracuse     | LAH        | 64 | 1                | 18               | 19               | 24               | 2                | 0 | 0                    | 0                    | 0                    |                      |                      |
| 1953-1954  | Warriors de Syracuse     | LAH        | 47 | 6                | 17               | 23               | 14               | -                | - | -                    | -                    | -                    |                      |                      |
| 1953-1954  | Saints de Sherbrooke     | LHQ        | 3  | 0                | 1                | 1                | 4                | -                | - | -                    | -                    | -                    |                      |                      |
| 1953-1954  | Red Wings de Détroit     | LNH        | 10 | 0                | 4                | 4                | 2                | 5                | 0 | 0                    | 0                    | 0                    |                      |                      |
| 1954-1955  | Flyers d'Edmonton        | WHL        | 34 | 4                | 12               | 16               | 10               | 9                | 0 | 2                    | 2                    | 6                    |                      |                      |
| 1954-1955  | Red Wings de Détroit     | LNH        | 18 | 0                | 0                | 0                | 6                | -                | - | -                    | -                    | -                    |                      |                      |
| 1955-1956  | Regals de Brandon        | WHL        | 69 | 0                | 13               | 13               | 40               | -                | - | -                    | -                    | -                    |                      |                      |
| 1956-1957  | Americans de Seattle     | WHL        | 41 | 0                | 6                | 6                | 0                | -                | - | -                    | -                    | -                    |                      |                      |
| Totaux LNH | Totaux LNH               | Totaux LNH | 28 | 0                | 4                | 4                | 8                | 5                | 0 | 0                    | 0                    | 0                    |                      |                      |

### Entraîneur
| Saison    | Équipe                 | Ligue |    | PJ | V  | D  | N                   |  | Séries éliminatoires |
| 1956-1957 | Americans de Seattle   | WHL   | 70 | 36 | 28 | 6  | Défaite au 2e tour  |  |                      |
| 1957-1958 | Americans de Seattle   | WHL   | 70 | 32 | 32 | 6  | Défaite au 2e tour  |  |                      |
| 1958-1959 | Totems de Seattle      | WHL   | 70 | 40 | 27 | 3  | Vainqueurs          |  |                      |
| 1959-1960 | Totems de Seattle      | WHL   | 70 | 38 | 28 | 4  | Défaite au 1er tour |  |                      |
| 1960-1961 | Totems de Seattle      | WHL   | 70 | 37 | 28 | 5  | Finalistes          |  |                      |
| 1961-1962 | Totems de Seattle      | WHL   | 70 | 36 | 29 | 5  | Défaite au 1er tour |  |                      |
| 1962-1963 | Totems de Seattle      | WHL   | 70 | 35 | 33 | 2  | Finalistes          |  |                      |
| 1963-1964 | Totems de Seattle      | WHL   | 70 | 29 | 35 | 6  | Non qualifiés       |  |                      |
| 1964-1965 | Totems de Seattle      | WHL   | 70 | 36 | 30 | 4  | Défaite au 1er tour |  |                      |
| 1967-1968 | Flyers de Philadelphie | LNH   | 74 | 31 | 32 | 11 | Défaite au 1er tour |  |                      |
| 1968-1969 | Flyers de Philadelphie | LNH   | 76 | 20 | 35 | 21 | Défaite au 1er tour |  |                      |
| 1977-1978 | Mariners du Maine      | LAH   |    |    |    |    | Vainqueurs          |  |                      |